# Paul Lambert (pallanuotista)
Paul Eugène Louis Joseph Lambert (Tournai, 5 gennaio 1908 – Tourcoing, 28 ottobre 1996) è stato un pallanuotista francese.
Era un membro della squadra nazionale di pallanuoto maschile della Francia. Ha gareggiato con la squadra alle Olimpiadi estive del 1936 finendo al quarto posto.